# 伍珀塔尔气候、环境、能源研究所
51°15′19″N 7°09′09″E / 51.25528°N 7.15250°E
伍珀塔尔气候、环境、能源研究所（德語：Wuppertal Institut für Klima, Umwelt, Energie），缩写FRG。其总部设在德國北萊茵-威斯伐倫的伍珀塔尔，主要研究全球、区域、地区层次上的可持续发展战略，重点是生态与经济和社会的相互影响。該所於1991年由恩斯特·烏爾利希·馮·魏茨澤克教授成立。
该研究所研究的核心研究领域小组包括:
- 未来的能源结构和流动性
- 能源，运输和气候政策
- 能源流动和资源管理
- 可持续生产和消费

通过综合研究是解决可持续发展问题最好的方法，伍珀塔尔研究所的科学家也因此联合研究的横向项目：
- 全球经济的可持续化
- 生态充足和生活质量
- 综合可持续发展报告

大部分的许多出版物和研究报告，现已在该研究所的网页。
2004年一个办公所在柏林被创办，在2005年在伍珀塔尔与联合国环境规划署联合创办 UNEP/Wuppertal Institute Collaborating Centre on Sustainable Consumption and Production (CSCP)。